# Rue de Fenouillet
La rue de Fenouillet est une voie de Toulouse, chef-lieu de la région Occitanie, dans le Midi de la France.

## Situation et accès

### Description
La rue de Fenouillet est une voie publique. Elle traverse le quartier de Fondeyre.

### Voies rencontrées
La rue de Fenouillet rencontre les voies suivantes, dans l'ordre des numéros croissants (« g » indique que la rue se situe à gauche, « d » à droite) :
1. Boulevard Silvio-Trentin
2. Rue Eugène-Brieux (g)
3. Rue Clausade (d)
4. Rue Armand-Marrast (g)
5. Rue Émile-Barrière (g)
6. Rue Mathaly (d)
7. Rue Gleyses (d)
8. Rue Jules-Verne (g)
9. Rue des Bouleaux (d)
10. Rue Adonis (d)
11. Chemin de Fenouillet (d)
12. Chemin de Fondeyre

### Transports
La rue de Fenouillet est desservie sur toute sa longueur par la ligne de bus 110 et, entre le boulevard Silvio-Trentin et la rue Jules-Verne, par la ligne de bus 41. Au sud, sur le boulevard Silvio-Trentin, circule également la ligne de bus 15. La station de métro la plus proche est la station Barrière-de-Paris, sur la ligne de métro  : elle se trouve sur la place du même nom, où marquent l'arrêt les lignes de bus 152941110.
Les stations de vélos en libre-service VélôToulouse les plus proches sont les stations no 125 (face 2 barrière de Paris), no 243 (face 97 avenue des États-Unis), no 253 (face 97 avenue des États-Unis) et no 270 (face 40 bd Silvio-Trentin).

## Odonymie
La rue tient son nom du village de Fenouillet, au nord de Toulouse, auquel il aboutissait. Les mentions les plus anciennes, au XVe siècle, parlent du chemin de Fenouillet (cami de Fenolhet en occitan médiéval). C'est en 1947 que la partie du chemin comprise entre le boulevard Silvio-Trentin et le canal latéral à la Garonne devint rue, et non plus chemin, de Fenouillet.

## Patrimoine et lieux d'intérêt

### Fermes
- no  64 : ferme (deuxième moitié du XIXe siècle)[2].
- no  70 : ferme (deuxième moitié du XIXe siècle)[3].
- no  76 : ferme (deuxième moitié du XIXe siècle)[4].
- no  78 bis : ferme (deuxième moitié du XIXe siècle)[5].
- no  80 : ferme (deuxième moitié du XIXe siècle)[6].
- no  82 : ferme (deuxième moitié du XIXe siècle)[7].
- no  88 : ferme (deuxième moitié du XIXe siècle)[8].
- no  91 : ferme (fin du XIXe siècle)[9].